# Loyd S. Utterback

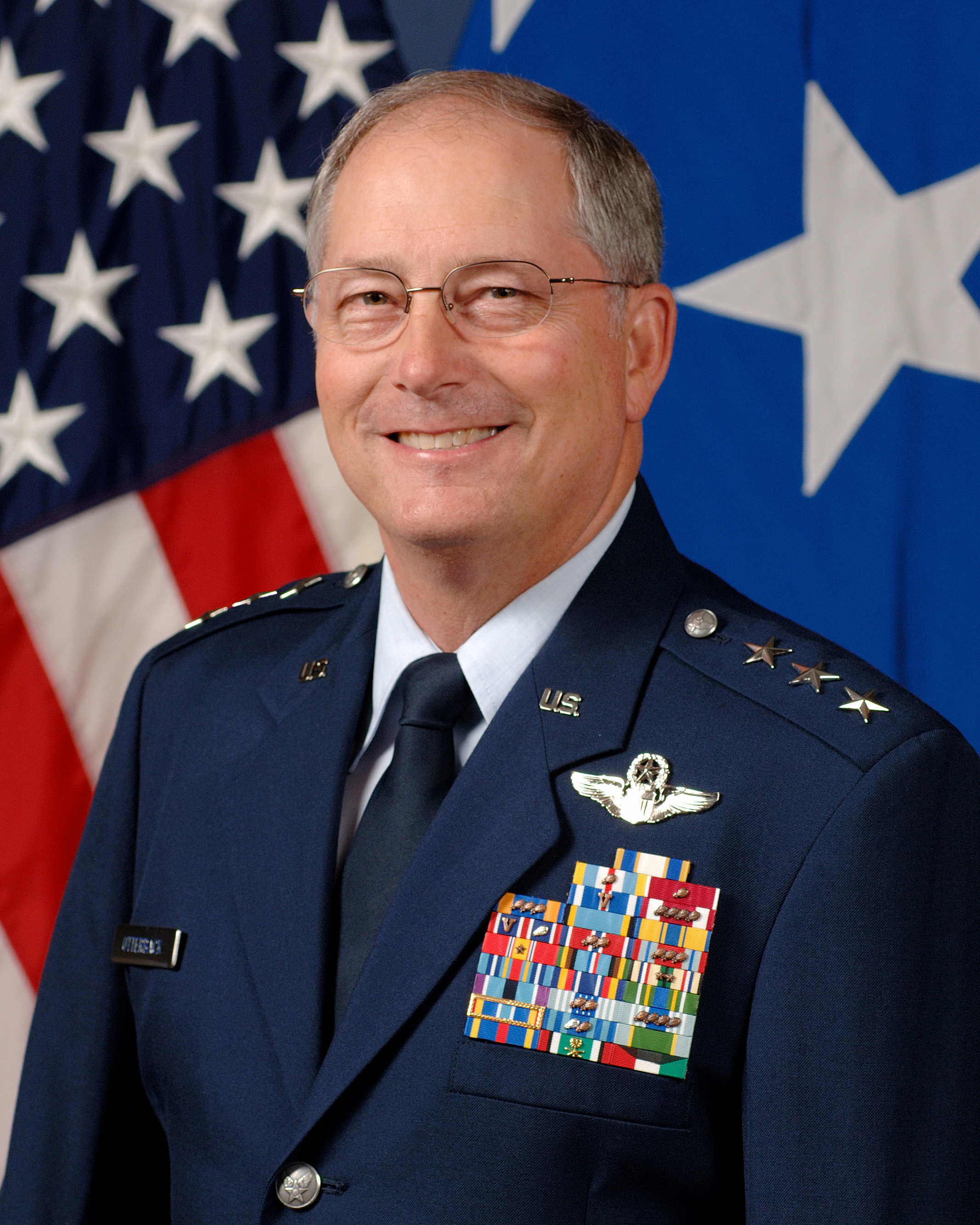
Loyd S. Utterback (2007)

Loyd S. Utterback (* um 1953) ist ein pensionierter Generalleutnant der United States Air Force. Er war unter anderem Kommandeur der 2. und der 13. Luftflotte.

## Biografie
Über das ROTC-Programm der Texas A&M University gelangte er im Jahr 1975 in das Offizierskorps der United States Air Force. Dort durchlief er anschließend alle Offiziersränge vom Leutnant bis zum Drei-Sterne-General.
Im Lauf seiner militärischen Karriere absolvierte er verschiedene Kurse und Schulungen. Dazu gehörten unter anderem eine Ausbildung zum Kampfpiloten und weitere Fortbildungskurse als Pilot neuer Flugzeugtypen; die Squadron Officer School auf der Maxwell Air Force Base in Alabama; das Air Command and Staff College ebenfalls auf der Maxwell AFB; die Embry-Riddle Aeronautical University und das Air War College.
In seinen frühen Jahren als Offizier der Luftwaffe war er an verschiedenen Stützpunkten in den Vereinigten Staaten stationiert. Dabei war er als Pilot, Flugausbilder oder Stabsoffizier bei unterschiedlichen Einheiten tätig. Dazwischen absolvierte er die erwähnten Schulungen. Eine Auslandsversetzung führte ihn zwischen Februar 1978 und September 1980 auf die Kadena Air Base in Japan. Zwischen August 1984 und August 1985 war er auf der Kunsan Air Base in Südkorea stationiert. Während des Zweiten Golfkriegs war er an Lufteinsätzen im Irak beteiligt.
Zwischen April 1991 und Mai 1993 kommandierte Loyd Utterbach auf der Shaw Air Force Base in South Carolina die 17. Kampfstaffel (17th Fighter Squadron). Nach seinem anschließenden Studium am Air War College wurde er auf die Luke Air Force Base in Arizona versetzt, wo er zwischen Juni 1994 und Oktober 1995 stellvertretender Kommandeur der 56th Operations Group war. Anschließend erhielt er auf der Cannon Air Force Base in New Mexico den Oberbefehl über die 27th Operations Group. Diese Stelle bekleidete er bis zum Juli 1997. Daran schloss sich eine Versetzung zur Ramstein Air Base in Deutschland an. Dort gehörte er bis zum Juni 1999 als U.S. Senior National Representative dem Stab der NATO-Luftstreitkräfte für Europa an (Allied Air Forces Central Europe, Ramstein AB, Germany).
Es folgte eine Rückkehr zur Cannon AFB. Zwischen Juni 1999 und Mai 2000 kommandierte er dort das 27. Kampfgeschwader (27th Fighter Wing). Es folgte eine Versetzung auf die Misawa Air Base in Japan. Dort kommandierte Utterback bis zum Juli 2002 das 35. Kampfgeschwader (35th Fighter Wing). Zwischen Dezember 2001 und März 2002 war er allerdings nach Südostasien versetzt, wo er das 366. Expeditionsgeschwader kommandierte, das im Krieg in Afghanistan eingesetzt war.
Im Juli 2002 wurde Loyd Utterback zum Stützpunkt Camp H. M. Smith auf Hawaii beordert. Dort war er bis zum Juli 2004 Stabsoffizier (Deputy Director, Strategic Plans and Policy) beim United States Pacific Command. Seine nächste Aufgabe führte ihn zur Keesler Air Force Base in Mississippi. Dort kommandierte er zwischen Juli 2004 und November 2005 die 2. Luftflotte (Second Air Force). Anschließend wurde er zur Hickham Air Force Base in Hawaii versetzt. Dort war er zwischen November 2005 und Oktober 2006 stellvertretender Kommandeur der Pacific Air Forces. Als Nächstes erhielt er am 6. Oktober 2006 als Nachfolger von Edward A. Rice Jr. das Kommando über die 13. Luftflotte, die seit 2005 ebenfalls auf der Hickham AFB angesiedelt war. Diesen Posten bekleidete er bis zum 2. September 2009 als Herbert J. Carlisle seine Nachfolge antrat. Gleichzeitig war er Kommandeur der Joint Forces Air Component des U.S. Pacific Commands und der in der Antarktis eingesetzten Joint Task Force - Support Forces Antarctica. Anschließend schied er aus dem aktiven Militärdienst aus.
Während seiner aktiven Zeit als Militärpilot absolvierte er über 2900 Flugstunden auf verschiedenen Flugzeugtypen.

## Späte Jahre
Nach seiner Pensionierung engagierte sich Utterback unter anderem im sozialen Bereich. Er leitete einige Organisationen, die sich um die Gesundheit von Veteranen und deren Familien kümmerten. Außerdem leitet er eine Stiftung, die sich mit der Erforschung von Alzheimer und Demenzerkrankungen befasst.

## Daten der Beförderungen
| Abzeichen | Rang               | Jahr             |
| --------- | ------------------ | ---------------- |
|           | Second Lieutenant  | 25. März 1976    |
|           | First Lieutenant   | 4. Dezember 1977 |
|           | Captain            | 4. Dezember 1979 |
|           | Major              | 1. Februar 1987  |
|           | Lieutenant Colonel | 1. Mai 1990      |
|           | Colonel            | 1. Februar 1995  |
|           | Brigadier General  | 1. Juli 2001     |
|           | Major General      | 1. Mai 2005      |
|           | Lieutenant General | 6. Oktober 2006  |

## Orden und Auszeichnungen
Loyd Utterback erhielt im Lauf seiner militärischen Laufbahn unter anderem folgende Auszeichnungen:
- Air Force Distinguished Service Medal
- Defense Superior Service Medal
- Legion of Merit
- Distinguished Flying Cross
- Air Medal
- Meritorious Service Medal
- Aerial Achievement Medal
- Air Force Commendation Medal
- Combat Readiness Medal
- National Defense Service Medal
- Armed Forces Expeditionary Medal
- Southwest Asia Service Medal
- Global War on Terrorism Expeditionary Medal
- Korea Defense Service Medal
- Kuwait Liberation Medal (Saudi-Arabien)
- Kuwait Liberation Medal (Kuwait)